# Кройцер, Герман
Герман Кройцер (нем. Hermann Kreuzer) — германский регбист, серебряный призёр летних Олимпийских игр 1900.
На Играх Кройцер входил в сборную Германию, которая в единственном матче проиграла Франции со счётом 21:17, получив серебряные медали.